# Тишково (Пушкинский район)
Тишково — село в Пушкинском районе Московской области России, входит в состав сельского поселения Ельдигинское. Население — 145 чел. (2010).

## География
Расположено на севере Московской области, в западной части Пушкинского района, примерно в 11 км к северо-западу от центра города Пушкино и 22 км от Московской кольцевой автодороги, на правом берегу реки Вязи, впадающей в Пестовское водохранилище системы канала имени Москвы.
В 8,5 км к востоку — линия Ярославского направления Московской железной дороги, в 10,5 км к востоку — Ярославское шоссе М8, в 7 км к северу — Московское малое кольцо А107, в 13 км к западу — Дмитровское шоссе А104.
В селе 9 улиц — Курортная, Марьина Гора, Михалёвский сад, Набережная, Парковая, Пестовская гавань, Ручейковая, Совхозная и Центральная. Ближайшие населённые пункты — деревня Марьина Гора и посёлок санатория «Тишково», ближайшая железнодорожная станция — платформа Правда. Связано автобусным сообщением с посёлком городского типа Правдинский (маршруты № 25, 36).

## Население
| 1852 | 1859 | 1890 | 1899 | 1926 | 2002 | 2006 |
| ---- | ---- | ---- | ---- | ---- | ---- | ---- |
| 152  | ↗185 | ↘147 | ↗193 | ↗228 | ↘179 | ↗180 |
| 2010 |      |      |      |      |      |      |
| ↘145 |      |      |      |      |      |      |

## История

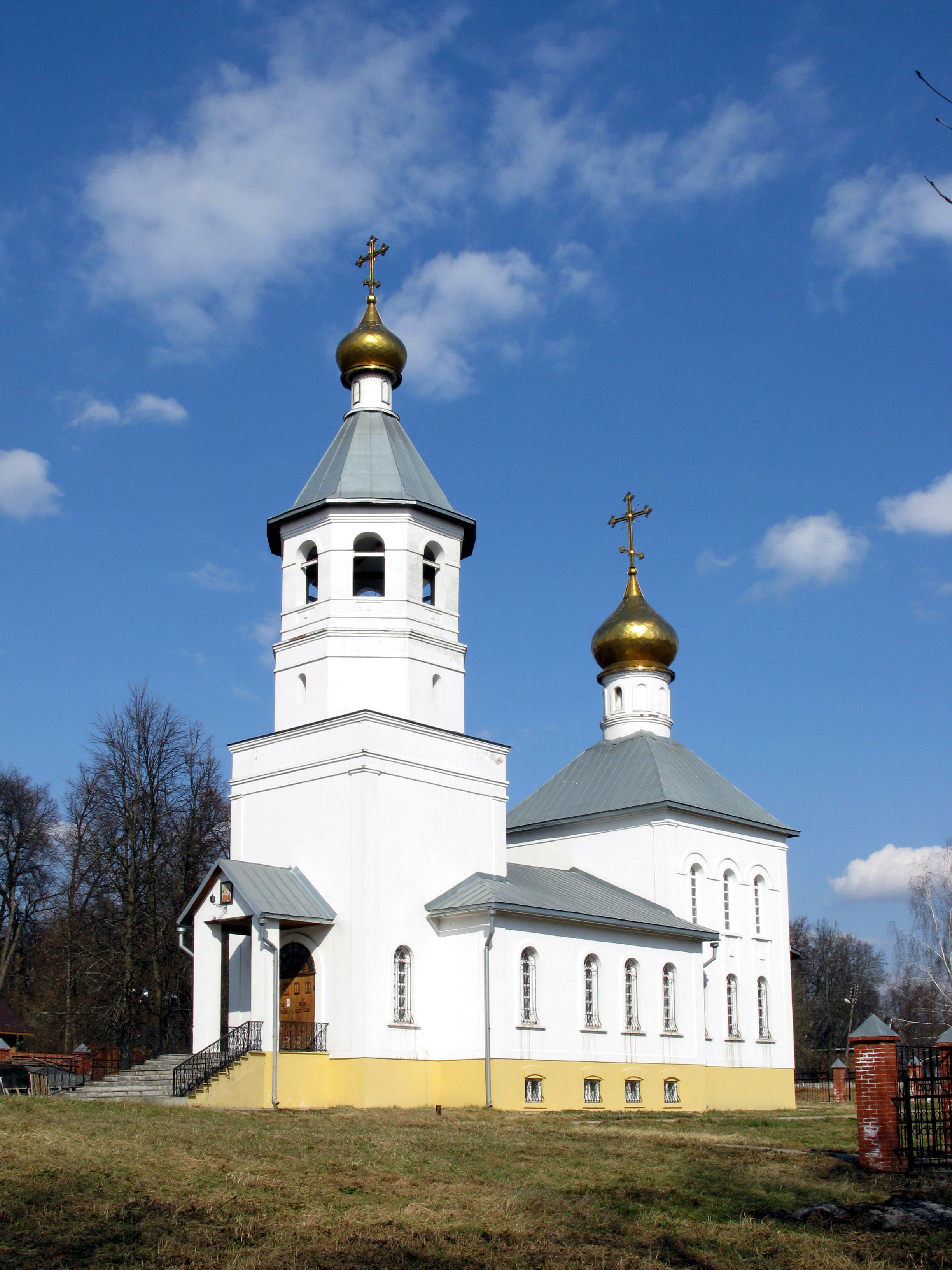
Храм Николая Чудотворца в Тишково

Село Спасское являлось старинной вотчиной Тишковых. В конце XVIII — начале XIX веков П. А. Собакиным была создана усадьба в псевдоготическом стиле. В 1792—1794 гг. построена однокупольная церковь Спаса Всемилостивого, разобранная на кирпич в 1930-х гг. Сохранился липовый парк, усадебные постройки утрачены в 1920—1930 гг. После П. А. Собакина, с 1812 года, усадьбой владел доктор и филантроп Фёдор Петрович Гааз.
В середине XIX века село относилось ко 2-му стану Московского уезда Московской губернии и принадлежало В. И. Топоровой, в селе было 18 дворов, 1 церковь, господский дом, суконная фабрика купца Петрова, крестьян 61 душа мужского пола и 63 души женского, дворовых 14 мужского пола и 14 женского.
В «Списке населённых мест» 1862 года Тишково (Спасское) — владельческое село 2-го стана Московского уезда по левую сторону Ольшанского тракта (между Ярославским шоссе и Дмитровским трактом), в 30 верстах от губернского города и 12 верстах от становой квартиры, при реке Вязи, с 26 дворами, православной церковью, фабрикой и 185 жителями (93 мужчины, 92 женщины).
По данным на 1890 год — село Марфинской волости Московского уезда с 147 жителями, при селе усадьба статского советника П. Н. Топорова. В 1899 году — 193 жителя, имелось земское училище.
В 1913 году — 35 дворов, земское училище. Владельцем села до 1917 года был фабрикант, московский городской голова М. В. Челноков.
По материалам Всесоюзной переписи населения 1926 года — центр Тишковского сельсовета Пушкинской волости Московского уезда в 4,5 км от Чапчиковского шоссе и 12 км от станции Пушкино Северной железной дороги, проживало 228 жителей (104 мужчины, 124 женщины), насчитывалось 47 хозяйств, из которых 45 крестьянских, имелась школа.
С 1929 года — населённый пункт в составе Пушкинского района Московского округа Московской области. Постановлением ЦИК и СНК от 23 июля 1930 года округа как административно-территориальные единицы были ликвидированы.
В 1937-38 году в Тишковский дом отдыха из Испании прибыла группа детей сирот, которые осели на Подмосковной земле. В дальнейшем многие из них работали на московских заводах.
С середины XX века пристань Тишково служила конечной остановкой прогулочного пригородного водного маршрута Московского речного пароходства.
Административная принадлежность
1929—1930, 1934—1954, 1965—1994 гг. — центр Тишковского сельсовета Пушкинского района.
1930—1934 гг. — центр Тишковского сельсовета Зелёного города.
1954—1957 гг. — село Алёшинского сельсовета Пушкинского района.
1957—1959 гг. — село Алёшинского сельсовета Мытищинского района.
1959—1961 гг. — село Степаньковского сельсовета Мытищинского района.
1961—1963 гг. — центр Тишковского сельсовета Мытищинского района.
1963—1965 гг. — центр Тишковского сельсовета Мытищинского укрупнённого сельского района.
1994—2006 гг. — центр Тишковского сельского округа Пушкинского района.
С 2006 года — деревня сельского поселения Ельдигинское Пушкинского муниципального района Московской области.

## Достопримечательности
- Кирпичная одноглавая церковь Николая Чудотворца с шатровой колокольней, построена на новом месте в 1995—1996 гг.[24]
- Братская могила советских воинов, погибших в годы Великой Отечественной войны. Захоронено 5 человек, один из которых известен[25]. Является памятником истории регионального значения[26].